# Бенешти (Арад)
Бенешти (рум. Benești) насеље је у Румунији у округу Арад у општини Белиу. Oпштина се налази на надморској висини од 145 m.

## Становништво
Према подацима из 2002. године у насељу је живело 118 становника, од којих су сви румунске националности.